# Афазія
Афазі́я (грец. αφασια — оніміння, від α — без і φασις — висловлення) — розлад мовлення, який може виникнути внаслідок локального ураження кори головного мозку, що асоціюється з відповідною мовною діяльністю. Є симптомом деяких хвороб. Афазію найчастіше спричинює крововилив у кору головного мозку (інсульт), однак вона теж може розвинутись внаслідок травми головного мозку, а також пухлини, абсцесу тощо.

## Сутність
На рівні обробки мови, афазія може проявлятися у вигляді різного роду порушень. Наприклад, порушення сприйняття мови при збереженні слуху, порушення мови при збереженні функціювання апарату мовлення, зв'язного мовлення при збереженні здатності сприйняття і породження мови тощо. Незважаючи на тип ураження, основною проблемою при афазії є знаходження потрібного слова. Наприклад, у процесі розвитку хвороби Альцгеймера, під час нападу класичної (типової) мігрені.

## Форми прояву
На рівні мовної структури, афазія може проявлятись у формі фонематичних, морфологічних, семантичних та/чи синтаксичних помилок.

## Класифікація
Розрізняють ряд форм афазії.
1. Оптико-мнестична афазія виникає при ураженні тім'яно-потиличної кори на межі зі скроневими полями; створюється розбіжність між наочно-образними уявленнями та вербальним знаковим позначенням, порушується згадування слів, які означають конкретні предмети, виникають труднощі у називанні предметів.
2. Акустико-мнестична афазія виникає при ураженні медіобазальних відділів кори лівої скроневої ділянки, поза ядерною зоною звукового аналізатора. Слух залишається збереженим, але для розуміння змісту усього висловлення необхідно тримати в пам'яті весь акустичний ряд. Обсяг пам'яті різко звужується. Внаслідок цього виникає нерозуміння усного мовлення. Відмічають пошук хворим потрібних слів, вербальні парафазії. Мова бідна, часто випускаються слова (особливо іменники), знижена швидкість обробки словесної інформації. При відтворенні характерні «фактор краю» — відтворюються перші або останні 2-3 слова, явище ремінісценції — якісніше відтворення словесного матеріалу через декілька годин після його пред'явлення; вербальний матеріал, який об'єднаний змістом (оповідання), запам'ятовується легше. Ураження симетричних відділів правої півкулі головного мозку призводить до порушення пам'яті на немовні та музичні звуки.
3. Афазія Верніке, або сенсорна афазія. Виникає у разі ураження зони Верніке. В її основі лежить порушення фонематичного слуху, розрізнення звукового складу слів. При акустико-гностичній афазії спостерігають втрату здатності розуміння звукової сторони мови.
4. Аферентна моторна афазія — розлад кінестетичної основи мовного моторного акту, який виникає при ураженні нижніх відділів тім'яної ділянки лівої півкулі та проявляється у труднощах артикуляції мовних звуків та слів у цілому, у змішанні близьких артикульом. Це пояснюють тим, що артикулярні тім'яні зони кори тісно взаємодіють із сприймаючими скроневими зонами. При цьому порушується оральний праксис, утруднений повтор за інструкцією оральних рухів та положень. Труднощі артикуляції мовлення можуть мати прихований характер та проявлятися у специфічних умовах при вимовлянні складних слів та скоромовок.
5. Аграфія — порушення письма: виникають оптичні дисграфії (неправильне розташування у просторі елементів літер, труднощі їхнього диференціювання, дзеркальне зображення).
6. Семантична афазія. Причина — ураження у місці стикання кори тім'яної, потиличної та скроневої ділянок. Це спричинює розлад мовлення, що характеризується порушенням розуміння мовлення, якщо до нього включені такі мовні конструкції, які вказують на просторові розташування.
7. Амнестична афазія виникає при ураженні лівої півкулі кори головного мозку та виражається у забуванні окремих слів та їхніх значень. Спостерігають розлад номінативної функції мовлення, утруднення актуалізації слів-найменувань для предметів.
8. Еферентна (кінетична) моторна афазія або Афазія Брока виникає за локалізації патологічного процесу в нижніх відділах премоторної зони лівої півкулі (зона Брока). Патологічна інертність утруднює перехід від однієї артикульоми до іншої. При відносній збереженості мовного висловлювання мовленню притаманне скандування, відсутність плавності, зниження ролі інтонаційних, емоційних та мімічних компонентів, загальне збіднення, особливо за рахунок дієслів, виникає так званий телеграфний стиль. Як і рухи, мова втрачає індивідуальні особливості, страждає просодичний бік мовлення та розуміння.
9. Динамічна афазія. Осередок ураження розташований дещо вище зони Брока у лівій півкулі головного мозку. У результаті виникає порушення внутрішньої програми висловлювання, «дефект мовної ініціативи». Порушень мовної моторики немає, розуміння усної мови збережено. Усний переказ, твір не можуть бути написані, предикативність внутрішньої мови розпадається, це проявляється у труднощах побудування задуму висловлювання, внутрішньої програми мови. Вираженням цього є пропуск дієслів, прийменників, займенників, вживання шаблонних фраз, нерозгорнутих коротких речень, частіше використання іменників у називному відмінку.
10. При тотальній афазії втрачається здатність до всіх форм мови та їхнього розуміння.

## Прогноз та лікування
Прогноз афазії залежить від характеру основного захворювання. При лікуванні її добрі результати дають систематичні вправи з читання й письма.